# Johannes Menge
Johannes Menge (Steinau an der Straße, 4 janvier 1788-Castlemaine, 15/19 octobre 1852) est un géologue et linguiste allemand.

## Biographie
Bien qu'il n'ait pas suivi de formation, il se passionne pour la minéralogie avec Karl Cäsar von Leonhard (de) et devient correspondant de plusieurs sociétés savantes.
En 1816, il est nommé professeur à l'université de Lübeck et voyage avec Leonhard en Islande et en Sibérie. Il apprend alors de nombreuses langues dont l'hébreu et publie des travaux de linguistiques.
À la mort de sa femme en 1830, il s'installe en Angleterre et devient l'ami de George Fife Angas qui l'encourage à se rendre en Australie. Il part alors en 1836 pour l'Australie, explore la zone de Kangooroo Island et ce qui est aujourd'hui le Parc national du Mont Remarkable. Il découvre durant ce voyage les Adelaide Hills.
En 1840 il publie un ouvrage sur la minéralogie de l'Australie et en 1849 est le premier à découvrir de l'opale en Australie. Il étudie en parallèle les langues aborigènes et enseigne l'hébreu et crée aussi le premier journal australien en langue allemande. Il installe de même une colonie germanique à Barossa Valley.
Il meurt lors d'une expédition sur le site de l'actuelle Castlemaine en octobre 1852 lors de la ruée vers l'or au Victoria. Il est inhumé à Castlemine, près de Bendigo.

## Œuvres
- Winke für die Würdigung der Mineralogie als Grundlage aller Sachkenntniß, 1819
- Beiträge zur Erkenntniß des göttlichen Werkes, göttlichen Wortes, göttlichen Ebenbildes, 5 vol., Lübeck, 1822
- Mineral Kingdom of South Australia, 1840